# 保罗·帕普利维尔
保罗·帕普利维尔（英語：Paul Popplewell，1977年—）是一位英格蘭演員。
帕普利维尔在英格兰东约克郡长大。
保罗从16岁辍学开始当专业演员，在BBC电视剧Criminal中担任了主演，获得了Golden Chest电影节的最佳演员奖，并与彼得·普斯特李威和Tom Wilkinson一起入选皇家电视学会最佳演员奖。